# Mirabella Eclano
Mirabella Eclano è un comune italiano di 6 619 abitanti della provincia di Avellino in Campania.

## Geografia fisica

### Territorio
Il borgo sorge a 372 m s.l.m., tra il bacino del Calore e la valle dell'Ufita, nel distretto storico-geografico dell'Irpinia. L'altitudine minima del suo territorio è pari a 189 m s.l.m., quella massima è di 665 m s.l.m. La contrada di Santa Caterina, caratterizzata dal suo piccolo centro abitato sorge, invece, a 520 m s.l.m garantendo un’intera visuale sul borgo cittadino più in basso .L’altitudine massima si raggiunge nella località conosciuta come “Otica” (così chiamata dagli abitanti locali) situata alla quota di 665 m s.l.m.
Nel paese transita il 15º meridiano est, linea di riferimento del fuso orario adottato nell'Europa Centrale (UTC+1).

### Sismologia
Il territorio comunale di Mirabella Eclano è parte del distretto sismico dell'Irpinia. In occasione del terremoto del 1980 vi furono, nel solo comune di Mirabella, 25 morti, 16 feriti e 1 063 senzatetto.
- Classificazione sismica: zona 1 (alta sismicità)[6]

### Clima
Mirabella Eclano è una zona di entroterra appenninico, per cui il suo clima è caratterizzato da importanti escursioni termiche, minore piovosità e ventilazione rispetto alle zone più occidentali della provincia e della regione. Fattore tipico della località è l'instaurarsi di brezze di versante nelle ore notturne: malgrado ciò, si verificano di frequente, forti inversioni termiche con cali di temperatura considerevoli dopo il tramonto e minime negative durante i mesi invernali. Non mancano le nevicate, che ovviamente aumentano con la quota, sebbene negli ultimi anni siano sempre più sporadiche. Frequenti sono le gelate notturne.

## Storia
Il nucleo urbano di Aeclanum o Aeculanum (presso la contrada Grotte della frazione Passo) si afferma con i Sanniti e la loro successiva romanizzazione.
Nell'89 a.C. la città partecipò alla guerra sociale e fu distrutta da Silla. Ricostruita e fortificata dai Romani fu eretta in municipio e, nel II secolo, divenne colonia romana.
Fu città di sosta e di mercato sulla Via Appia, ricca di opere pubbliche e monumenti.
Con l'affermarsi del cristianesimo fu sede episcopale ed ebbe nel suo vescovo Giuliano un fiero oppositore di sant'Agostino.
Con l'avvento dei Longobardi, Eclano fu compresa nel Ducato di Benevento per essere poi definitivamente distrutta dall'esercito bizantino di Costante II nel 663. 
Si ridusse ad un misero borgo chiamato Quintodecimo (a 15 miglia da Benevento). 
Nei secoli X-XI il centro abitato venne trasferito, acquisendo il nome di Aquaputrida prima e di Mirabella dal XIV secolo.
Il borgo, già gravemente danneggiato dal sisma di Benevento del 1702, venne poi raso al suolo dal terremoto dell'Irpinia del 1732 e successivamente ricostruito nella sede attuale.
Furono feudatari di Mirabella: gli Aragona (1443), i Guindazzo, i Tomasino (1559-1570), i Cossa (1585-1616), i Naccarelli e i Naccarelli Brancaccio (1624-1690), i della Leonessa dal 1691 al 1791 ed infine Filippo Bernualdo Orsini, duca di Gravina sino all'abolizione della feudalità nel 1806.
All'epoca del regno delle Due Sicilie il comune fu capoluogo di circondario (con giurisdizione su altri due comuni) nell'ambito del distretto di Ariano
Il 26 ottobre 1873 Vittorio Emanuele II concedeva a Mirabella Eclano il titolo di città. Undici anni prima, precisamente il 14 dicembre 1862, lo stesso sovrano aveva autorizzato il Comune di Mirabella in Irpinia ad assumere il nome di Mirabella Eclano.
In epoca post-unitaria il comune fu capoluogo di mandamento (con giurisdizione su altri due comuni) nell'ambito del circondario di Ariano di Puglia
Negli anni della seconda guerra mondiale, tra il 1940 e il 1943, Mirabella fu uno dei comuni della Campania destinati dalle autorità fasciste ad accogliere profughi ebrei in internamento civile. I 6 internati, provenienti dalla Polonia e dalla Slovacchia, furono liberati con l'arrivo dell'esercito alleato nel settembre 1943.

### Simboli
Lo stemma, concesso con lo stesso regio decreto del 26 ottobre 1873 con cui veniva concesso il titolo di città, ha la seguente blasonatura:
(Collezione celerifera delle leggi, dei decreti e delle istruzioni e circolari, Firenze, Tipi della Stamperia Reale, 1874, anno LIII, p. 98)
Il gonfalone, concesso con DPR del 22 febbraio 1957, è un drappo di azzurro, riccamente decorato con ricami d'oro.

### Onorificenze
Il regio decreto venne poi confermato un mese dopo con le regie lettere patenti del 13 novembre 1873.

## Monumenti e luoghi d'interesse

### Architetture religiose
- La chiesa di Santa Maria Maggiore, risalente al periodo medievale, attorno al X secolo, è la chiesa madre ed è situata nel centro storico, in via Eclano. In questa chiesa si possono trovare opere di valore inestimabile tra cui il crocifisso, risalente all'anno 1100 circa, ed il fonte battesimale, che si presume sia stato costruito attorno all'anno 1300.
- La chiesa di San Bernardino, ubicata nella via omonima, risale al 1700.
- La chiesa di San Francesco risale al periodo medievale ed è situata in piazza municipio.
- La chiesa di San Sebastiano, presente in via Roma, è stata costruita negli anni ottanta quindi è in stile contemporaneo, è molto frequentata nel mese di settembre nel quale si venera la Madonna S.S. Addolorata.
- La chiesa di San Prisco è collocata in via Raimondo Guarini ed è in stile ottocentesco.
- La chiesa di San Pasquale sita in via Maddalena ed è in stile moderno.
- La chiesa di San Prisco al Vallone in località Passo.
- La chiesa del SS. Rosario, in località Passo.
- La chiesa di S. Maria del Carmine, in località Calore.
- La chiesa di S. Maria del Carmine, in località Pianopantano.
- La chiesa di Santa Caterina, nella omonima località.
- Il santuario Madonna delle Grazie, nella omonima località.
- palazzo Ciani. Uno dei palazzi più antichi del paese

### Siti archeologici
- Parco archeologico della città romana di Aeclanum (o Aeculanum), accessibile dalla frazione Passo situata lungo la via Nazionale delle Puglie (l'attuale strada statale 90 delle Puglie).
- Necropoli Eneolitica in contrada Madonna delle Grazie, costituita da una serie di tombe del tipo "a forno" con camera sepolcrale ipogea, a cui si accede attraverso un vestibolo a forma di pozzo circolare. Le tombe sono scavate nel banco di tufo tenero, ad una profondità variabile intorno ai due metri, e si presentano chiuse all'ingresso da un lastrone di tufo disposto verticalmente. Di pianta ellittica all'interno, la camera sepolcrale ospitava una o più deposizioni di inumati, i cui scheletri sono stati trovati prevalentemente in posizione rannicchiata o supino-retratta. Dalle tombe, contenenti sepolture anche multiple, si sono recuperati corredi funerari, tipicamente pastorali, con industrie litiche in selce (punte di freccia, lame, pugnali) e abbondante vasellame d'impasto. Fra il gruppo di tombe soltanto una, la cosiddetta "tomba del capo tribù" (poi ricostruita nel museo irpino di Avellino) era a deposizione singola: l'inumato era stato sepolto, con accanto il suo cane, in posizione rannicchiata, con ricco corredo di vasi e di armi. Si sono rinvenute brocche sferoidali con anse a nastro, pugnali in pietra, cuspidi di frecce, raschiatoi e pugnali di rame ed una piccola ascia enea. Uno scavo del 1972 ha portato alla scoperta di una nuova tomba, a due celle a pianta ellissoidale chiuse ognuna da una lastra di tufo. All'interno delle cella si sono rinvenute ossa umane e punte di freccia. In prossimità dell'area delle tombe eneolitiche sono stati messi in luce fondi di capanna, a pianta circolare, ricavati nel tenero banco tufaceo, con lunghi dromos di accesso. La necropoli rientra nella cosiddetta corrente culturale "del Gaudo" (III millennio a.C.).[senza fonte]

## Società

### Evoluzione demografica
Abitanti censiti

### Lingue e dialetti
Accanto alla lingua italiana, a Mirabella Eclano si parla una varietà del dialetto irpino.

### Tradizioni e folclore
La Grande tirata
Durante il sabato che precede la terza domenica di settembre si festeggia Maria S.S. Addolorata con l'evento della Grande tirata.
Quest'attività religiosa/folkloristica, consiste nel trasporto, per le vie della città, e precisamente dalla zona S. Caterina fino al borgo del paese, di un obelisco rivestito di paglia intrecciata alto 25 m. Il Carro ha struttura in legno, costituita da 23 travi soprapposte secondo una tecnica che conferisce flessibilità, ma anche praticità di montaggio e smontaggio. Mediante opportuna disposizione delle travi, si creano 7 piani ognuno dei quali, procedendo dal basso verso l'alto, è più basso del precedente; gli ultimi tre registri costituiscono la cupola, sulla cui cima, è fissata la statua della Madonna Addolorata, principale motivo di questa tradizione.
Il primo registro è alto sei metri, quelli intermedi si rimpiccioliscono proporzionalmente per terminare con il settimo registro alto un metro e mezzo.
Tutta l'apparecchiatura è fissata su un carro simili a quelli che si usavano molti anni fa in agricoltura.
Il carro è trainato da sei coppie di buoi di stazza imponente.
L'obelisco è mantenuto in equilibrio da 38 funi di canapa da 50 metri ciascuna "tirate" dai funaioli, abitanti e turisti che con urla e canti colorano la grande giornata di festa.

## Cultura

### Musei
- Museo di arte sacra
- Museo civico archeologico, in via Eclano
- Museo del Carro, complesso monumentale di San Francesco, sede del municipio
- Museo dei Misteri, complesso monumentale di San Francesco, sede del municipio

## Geografia antropica
Il comune di Mirabella Eclano si compone del centro storico, delle frazioni di Calore, Pianopantano e Passo (tutte ubicate lungo la strada statale 90 delle Puglie) e dalle seguenti contrade rurali:
| Acquafredda - Airola - Alvaneta - Amendola - Arenara - Barricella - Boschetto - Bosco San Pietro - Bosco Torre - Calore Variante - Cauzillo- Cerzito Alto - Cerzito Basso - Cerzito Grande - Cerzito Piccolo - Cesine - Chiocche del Forno - Costa Ceraso - Esche - Fontana di Sale - Fontanelle - Foscari - Guinnazzi - Iscalonga - Lago - Madonna delle Grazie - Moliniello Pescara - Montesicco - Nociaccia - Perrotta - Pescole - Petraro - Petrito - Piana dei Greci - Pigno - Pomice - Ponterotto - Pozzillo Muso - Prefabbricati Concezione Monte - San Francesco - San Leonardo - San Martino - San Paolo - San Pietro - Santa Caterina - Vadelupo - Sommito |

## Infrastrutture e trasporti
Il territorio comunale è attraversato dall'autostrada A16 e dalla strada statale 90 delle Puglie.
Altre direttrici sono rappresentate dalla strada statale 303 e dalle seguenti strade provinciali:
- S.P. 57 Passo - Mirabella - Taurasi
- S.P. 62 Mirabella - Fontanarosa
- S.P. 84 Mirabella - Piano Pantano
- S.P. 106 Piano Pantano - Bonito
- S.P. 190 Calore - Mirabella.

Autolinee pubbliche A.I.R. percorrono giornalmente la tratta Ariano Irpino - Grottaminarda - Mirabella Eclano - Avellino - Napoli oltre a garantire collegamenti feriali con Sant'Angelo all'Esca, Fontanarosa, Bonito, Taurasi e Luogosano.

## Amministrazione

### Sindaci
| Periodo | Periodo   | Primo cittadino        | Partito                          | Carica                    | Note |
| ------- | --------- | ---------------------- | -------------------------------- | ------------------------- | ---- |
| 1995    | 1999      | Edmondo Pugliese       | centro                           | Sindaco                   |      |
| 1999    | 2004      | Edmondo Pugliese       | PPI                              | Sindaco                   |      |
| 2004    | 2014      | Vincenzo Sirignano     | lista civica                     | Sindaco                   |      |
| 2014    | 2018      | Francescantonio Capone | lista civica Patto per Mirabella | Sindaco                   |      |
| 2018    | 2019      | Elvira Nuzzolo         |                                  | Commissario straordinario |      |
| 2019    | in carica | Giancarlo Ruggiero     | lista civica Uniti per Mirabella | Sindaco                   |      |

### Gemellaggi
- Bernalda, dal 1996

### Altre informazioni amministrative
Il comune fa parte dell'Unione dei comuni Terre di Mezzo.

## Sport
Aveva sede nel comune la società di calcio S.S.D. Eclanese, fondata nel 1932, che ha preso parte a diversi campionati dilettantistici regionali. Attualmente la squadra rappresentativa del paese è l’ASD Passo Eclano, protagonista di una rapida ascesa nel calcio locale: dopo il primo posto ottenuto in Terza Categoria nella stagione 2021‑2022, ha conquistato la promozione in Prima Categoria nella stagione 2022‑2023, superando in finale play‑off di Seconda Categoria l’Accademia Sibilia Teora con una vittoria per 1‑0 sul campo neutro di Lioni.
Nella stagione 2024‑2025 ha raggiunto la finale degli spareggi play‑off di Prima Categoria, venendo però sconfitto dal Rangers Qualiano sul campo di Qualiano. Pur non ottenendo la promozione diretta, la posizione raggiunta ha consentito al club di presentare richiesta di ripescaggio al campionato di Promozione. La domanda è stata accolta e, a partire dalla stagione 2025‑2026, l’ASD Passo Eclano prenderà parte al campionato di Promozione, proseguendo il proprio percorso di crescita e continuando a scrivere una pagina significativa nella storia del calcio locale.

## Galleria d'immagini

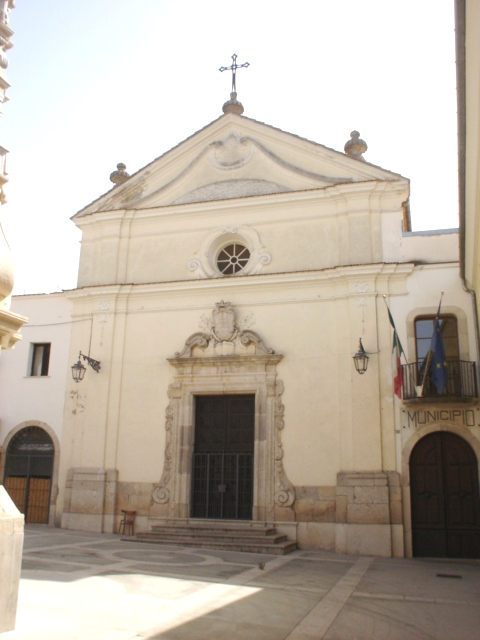
Chiesa di San Francesco
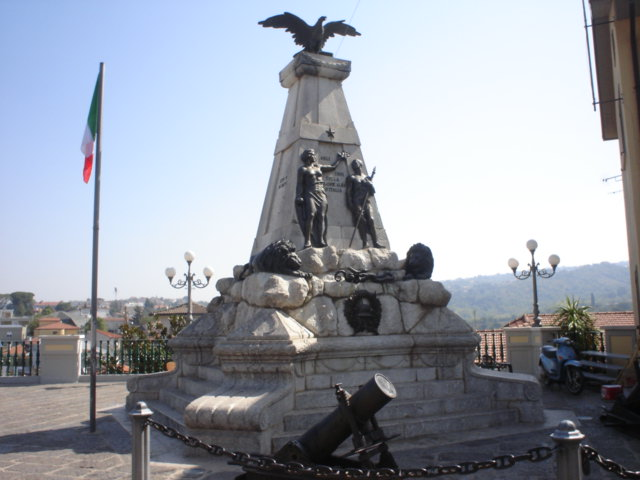
Monumento in onore dei caduti della prima guerra mondiale
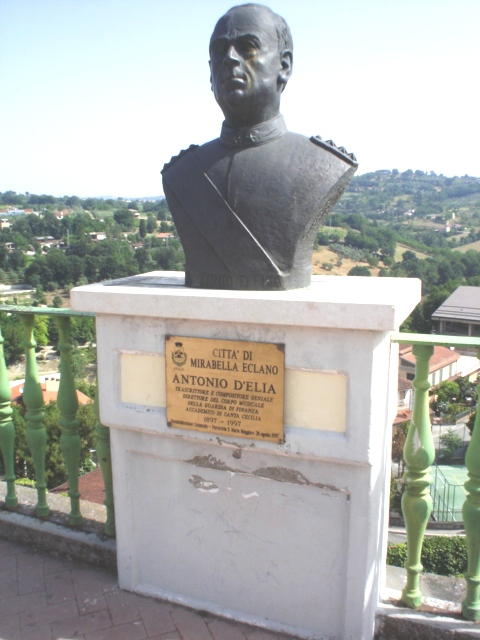
Busto in bronzo di Antonio D'Elia
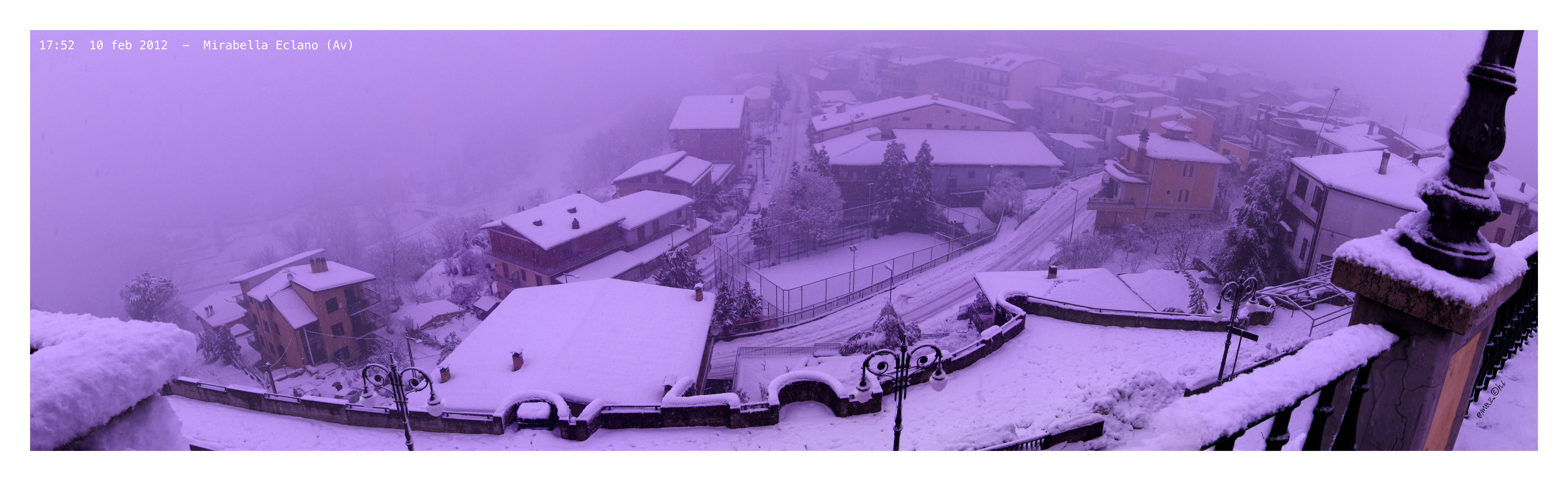
Mirabella Eclano